# Port du Collet
Pour les articles homonymes, voir Collet.

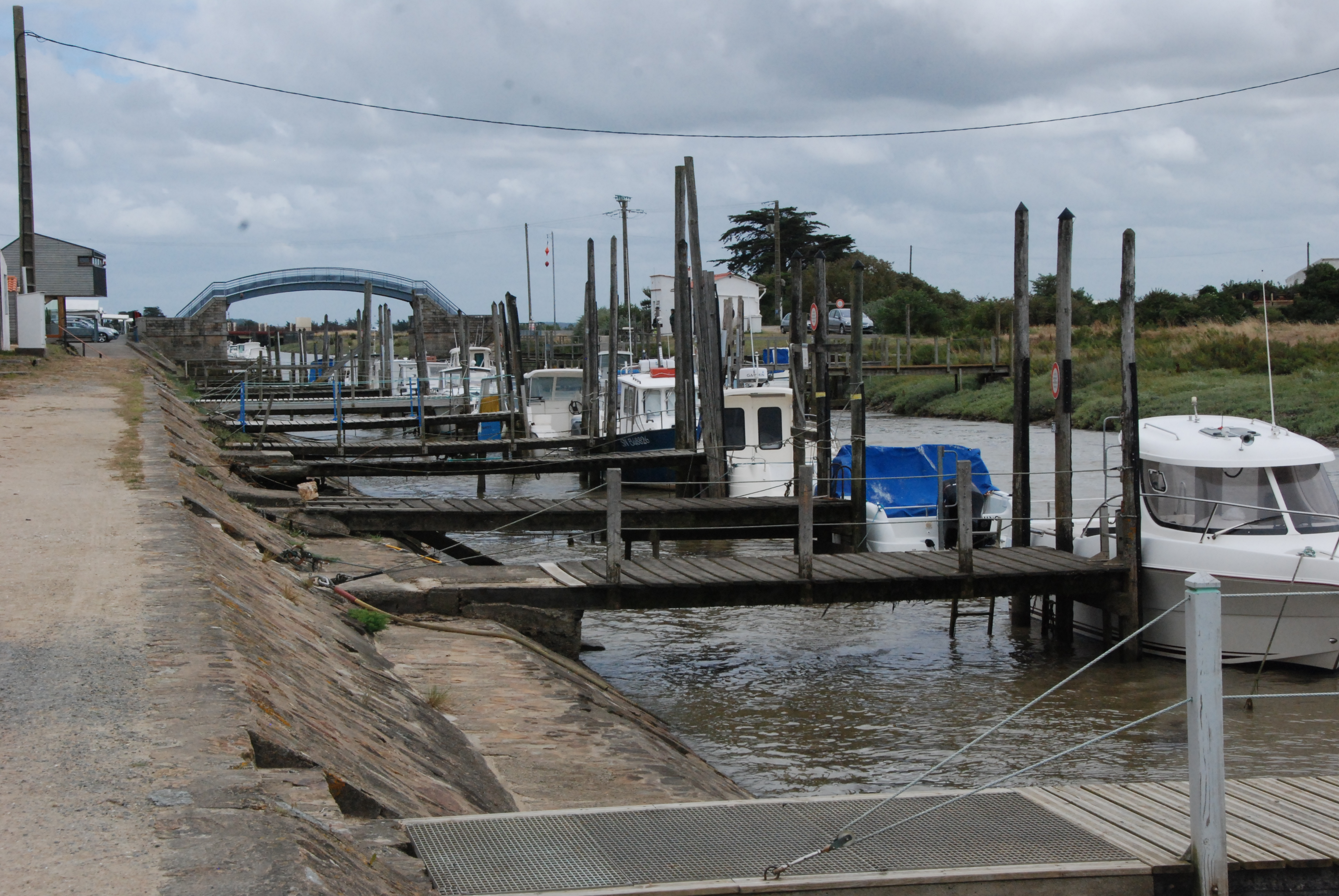
Port du Collet

Le port du Collet est un petit port de pêche et de plaisance au fond de la baie de Bourgneuf, à l'embouchure du Falleron et du marais breton. L'ostréiculture en est l'activité principale aujourd'hui.
Le port du Collet est en grande partie sur le territoire des Moutiers-en-Retz, pour le reste sur celui de Villeneuve-en-Retz (commune déléguée de Bourgneuf-en-Retz), et se trouve à la limite entre ces communes de la Loire-Atlantique, et Bouin en Vendée.

## Histoire
Pendant des siècles, Bourgneuf, commune à laquelle était rattaché le Collet, fut un grand exportateur de sel produit dans les marais salants du littoral. À la fin du XVe siècle, plus de 200 navires chargent dans la baie de Bourgneuf (ou « baie de Bretagne ») à destination des ports de la mer Baltique, grands consommateurs pour leurs salaisons. 
Le Collet est en fait l'avant-port de Bourgneuf qui était devenu trop ensablé. Cette activité assure une prospérité dont témoignent encore les dernières belles maisons d'armateurs construites à Bourgneuf-en-Retz. Le Collet était le premier port breton exportateur de sel, un commerce qui participa à l'essor économique du Duché de Bretagne.
Progressivement, l'envasement de la baie provoque la fin de l'exportation de sel à partir du Port du Collet (vers le XVIIIe siècle) et oblige les bateaux à chercher leur cargaison à Brouage (Charente-Maritime), puis à Setúbal (Portugal).

## AuXXIesiècle
L'économie locale profite de l'aquaculture et surtout de l'ostréiculture (huîtres Vendée-Atlantique) à proximité du port.
L'ancienne écluse (1879) a été détruite au début des années 2000, pour la construction d'une nouvelle environ 800 m plus en amont du Falleron. Le Port du Collet est apprécié des pêcheurs à la ligne, qui profitent de cette écluse pour ferrer anguilles et mulets. On compte au total une soixantaine de mouillages sur estacades. À l'embouchure du port prennent place de nombreuses pêcheries munies de larges carrelets, et ceci jusqu'au bourg des Moutiers-en-Retz.